# Olympische Sommerspiele 2000/Baseball
Bei den Olympischen Sommerspielen 2000 in der australischen Metropole Sydney wurde ein Wettbewerb im Baseball ausgetragen. Austragungsorte waren das Sydney Baseball Stadium sowie das Blacktown Baseball Stadium.
Es wurde ein Turnier für Männer ausgetragen an dem acht Mannschaften teilnahmen. Mit dem olympischen Softballturnier fand für die Frauen ein entsprechender Wettbewerb statt.

## Qualifikation
Folgende Mannschaften haben sich für das Turnier qualifiziert:
| Mannschaft         | qualifiziert als                              |
| ------------------ | --------------------------------------------- |
| Australien         | Gastgeber                                     |
| Kuba               | Sieger Panamerikanische Spiele 1999           |
| Italien            | Zweiter Europameisterschaft 1999              |
| Japan              | Zweiter Asienmeisterschaft 1999               |
| Niederlande        | Sieger Europameisterschaft 1999               |
| Südafrika          | Sieger Playoffs gegen Ozeanien-Vertreter Guam |
| Südkorea           | Sieger Asienmeisterschaft 1999                |
| Vereinigte Staaten | Zweiter Panamerikanische Spiele 1999          |

## Olympisches Turnier

### Vorrunde
| Platz | Nation             | Siege | Ndlg. | Pct.  | Tiebreaker |
| ----- | ------------------ | ----- | ----- | ----- | ---------- |
| 1.    | Kuba               | 6     | 1     | 0,857 | 1:0        |
| 2.    | Vereinigte Staaten | 6     | 1     | 0,857 | 0:1        |
| 3.    | Südkorea           | 4     | 3     | 0,571 | 1:0        |
| 4.    | Japan              | 4     | 3     | 0,571 | 0:1        |
| 5.    | Niederlande        | 3     | 4     | 0,429 | –          |
| 6.    | Italien            | 2     | 5     | 0,286 | 1:0        |
| 7.    | Australien         | 2     | 5     | 0,286 | 0:1        |
| 8.    | Südafrika          | 1     | 6     | 0,143 | –          |

| Datum         | Stadion                    | Begegnung          | Begegnung | Begegnung          | Ergebnis | Zuschauer |
| ------------- | -------------------------- | ------------------ | --------- | ------------------ | -------- | --------- |
| 17. September | Blacktown Baseball Stadium | Kuba               | –         | Südafrika          | 16:0     | 03.082    |
| 17. September | Sydney Baseball Stadium    | Vereinigte Staaten | –         | Japan              | 4:2      | 13.404    |
| 17. September | Blacktown Baseball Stadium | Italien            | –         | Südkorea           | 2:10     | 02.951    |
| 17. September | Sydney Baseball Stadium    | Australien         | –         | Niederlande        | 4:6      | 13.762    |
| 18. September | Blacktown Baseball Stadium | Kuba               | –         | Italien            | 13:5     | 02.424    |
| 18. September | Sydney Baseball Stadium    | Südkorea           | –         | Australien         | 3:5      | 13.281    |
| 18. September | Blacktown Baseball Stadium | Vereinigte Staaten | –         | Südafrika          | 11:1     | 03.474    |
| 18. September | Sydney Baseball Stadium    | Japan              | –         | Niederlande        | 10:2     | 11.360    |
| 19. September | Blacktown Baseball Stadium | Südafrika          | –         | Italien            | 0:13     | 02.511    |
| 19. September | Sydney Baseball Stadium    | Australien         | –         | Japan              | 3:7      | 13.093    |
| 19. September | Blacktown Baseball Stadium | Niederlande        | –         | Vereinigte Staaten | 2:6      | 03.352    |
| 19. September | Sydney Baseball Stadium    | Südkorea           | –         | Kuba               | 5:6      | 13.565    |
| 20. September | Blacktown Baseball Stadium | Italien            | –         | Japan              | 1:6      | 03.245    |
| 20. September | Sydney Baseball Stadium    | Niederlande        | –         | Kuba               | 4:2      | 12.450    |
| 20. September | Blacktown Baseball Stadium | Südafrika          | –         | Australien         | 4:10     | 03.459    |
| 20. September | Sydney Baseball Stadium    | Vereinigte Staaten | –         | Südkorea           | 4:0      | 13.818    |
| 22. September | Blacktown Baseball Stadium | Südkorea           | –         | Niederlande        | 2:0      | 03.350    |
| 22. September | Sydney Baseball Stadium    | Kuba               | –         | Australien         | 1:0      | 14.036    |
| 22. September | Blacktown Baseball Stadium | Südafrika          | –         | Japan              | 0:8      | 03.512    |
| 22. September | Sydney Baseball Stadium    | Vereinigte Staaten | –         | Italien            | 4:2      | 13.912    |
| 23. September | Blacktown Baseball Stadium | Niederlande        | –         | Südafrika          | 2:3      | 03.484    |
| 23. September | Sydney Baseball Stadium    | Japan              | –         | Südkorea           | 6:7      | 13.970    |
| 23. September | Blacktown Baseball Stadium | Australien         | –         | Italien            | 7:8      | 03.562    |
| 23. September | Sydney Baseball Stadium    | Kuba               | –         | Vereinigte Staaten | 6:1      | 14.010    |
| 24. September | Blacktown Baseball Stadium | Italien            | –         | Niederlande        | 2:3      | 03.439    |
| 24. September | Sydney Baseball Stadium    | Südkorea           | –         | Südafrika          | 13:3     | 13.864    |
| 24. September | Blacktown Baseball Stadium | Japan              | –         | Kuba               | 2:6      | 03.479    |
| 24. September | Sydney Baseball Stadium    | Australien         | –         | Vereinigte Staaten | 1:12     | 14.018    |

### Finalrunde
|  | Halbfinale                           | Halbfinale         |               |   | Spiel um Gold | Spiel um Gold |
|  |                                      |                    |               |   |               |               |
|  | Kuba                                 | 3                  |               |   |               |               |
|  | Japan                                | 0                  |               |   |               |               |
|  | 26. September                        |                    |               |   |               |               |
|  |                                      |                    | 27. September |   |               |               |
|  | Kuba                                 | 0                  |               |   |               |               |
|  |                                      | Vereinigte Staaten | 4             |   |               |               |
|  |                                      |                    |               |   |               |               |
|  | Spiel um Bronze <! -- Halbfinale --> |                    |               |   |               |               |
|  | 26. September                        | 26. September      | Japan         | 1 |               |               |
|  | Vereinigte Staaten                   | 3                  | Südkorea      | 3 |               |               |
|  | Südkorea                             | 2                  |               |   | 27. September | 27. September |